# Oplatocera chujoi
Oplatocera chujoi är en skalbaggsart som beskrevs av Hayashi 1982. Oplatocera chujoi ingår i släktet Oplatocera och familjen långhorningar.
Artens utbredningsområde är Filippinerna. Inga underarter finns listade i Catalogue of Life.